# Karl R. Walden
Karl R. Walden, finski general, * 1878, † 1946.